# Balanites aegyptiaca
El datilero del desierto (Balanites aegyptiaca) es una especie de árbol perteneciente a la familia Zygophyllaceae. 

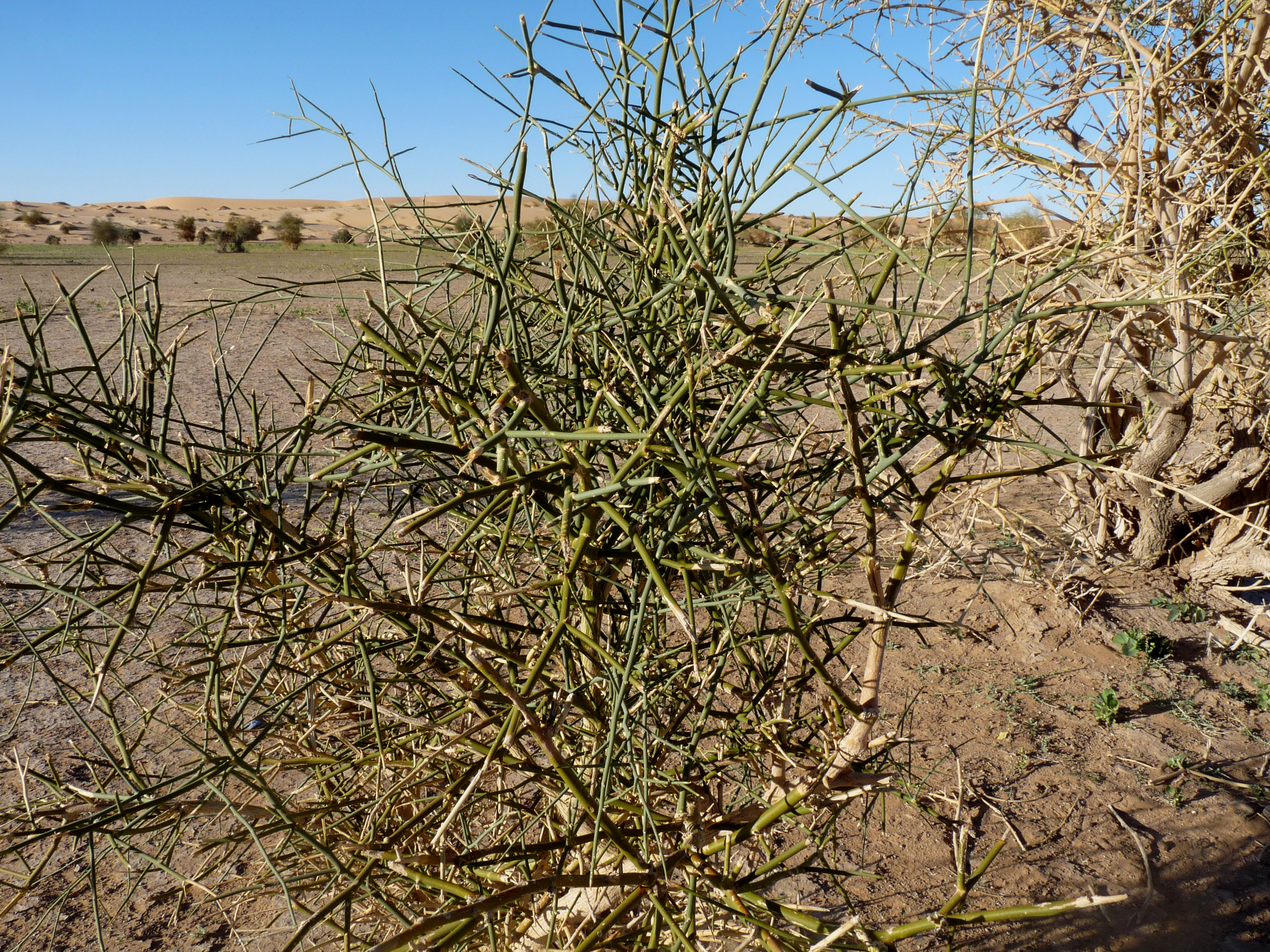
En su hábitat

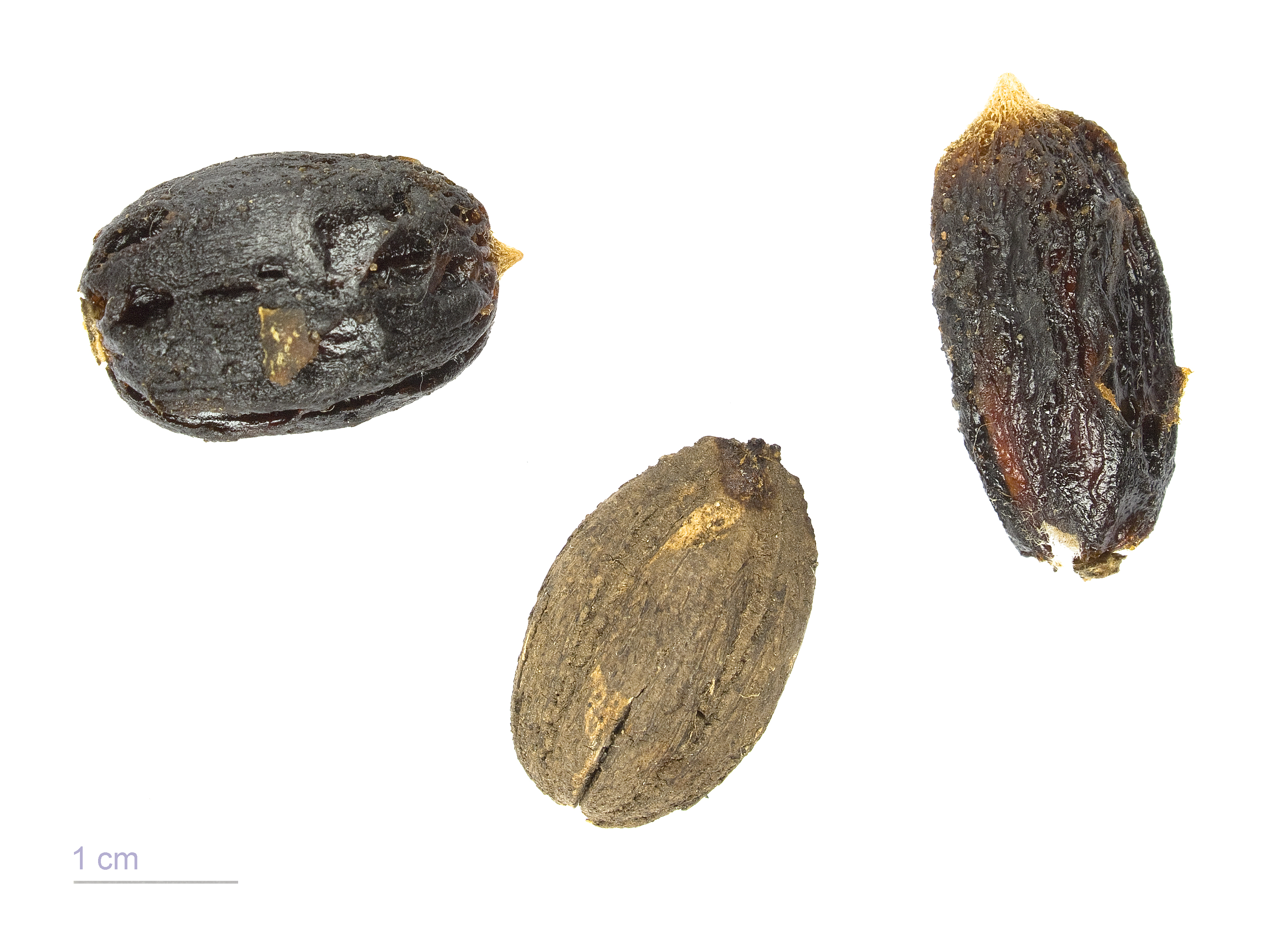
Balanites aegyptiaca

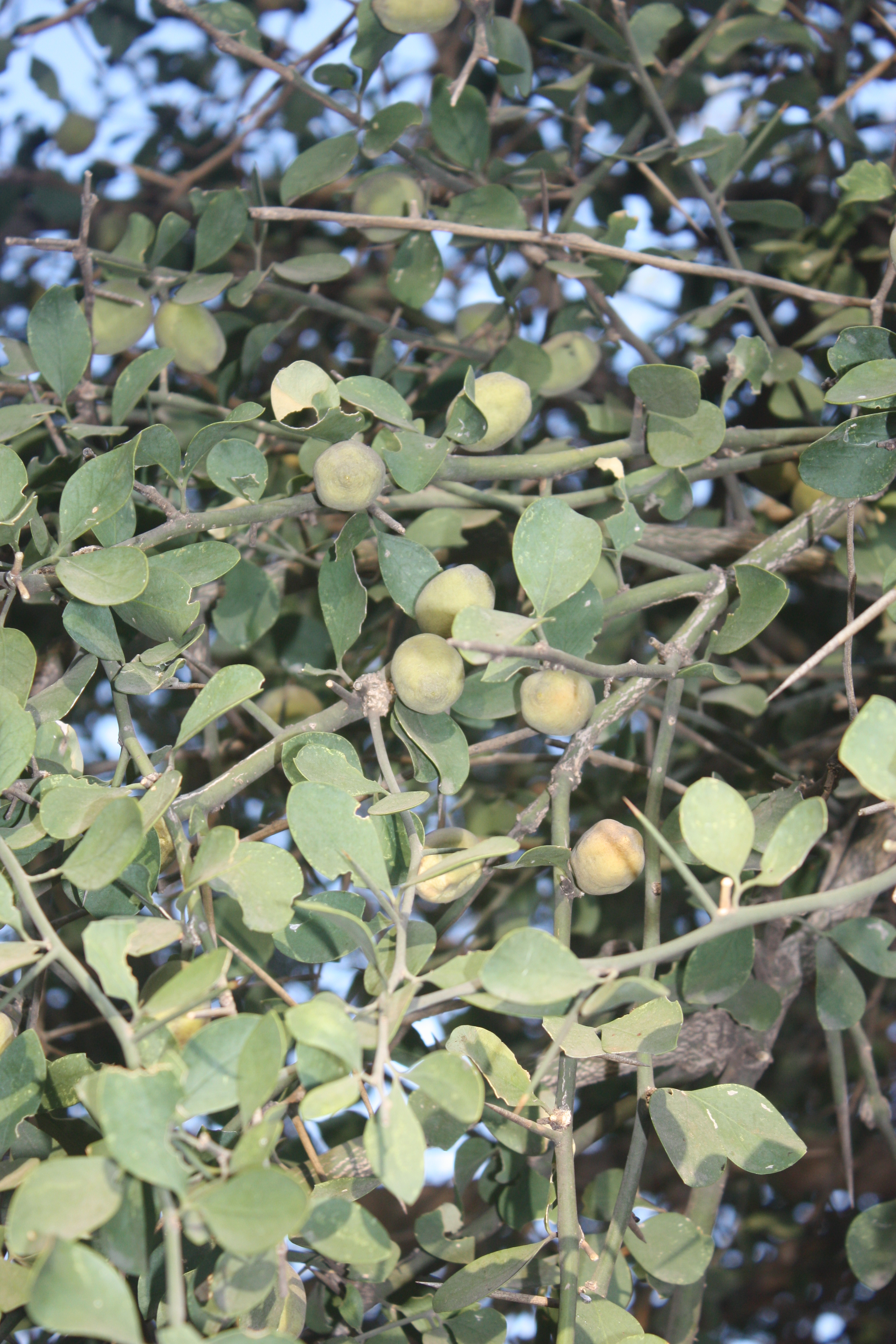
Vista de la planta

## Descripción
Árbol muy espinoso, caducifolio, de hasta 8 m de altura, muy ramoso, a veces con ramificación intrincada, especialmente cuando tiene porte arbustivo. Tronco bien definido, recto o un poco tortuoso, con corteza pardo-grisácea, agrietada longitudinalmente. Ramas numerosas, muy ramificadas, con fuertes espinas rectas de 2-7 cm. Ramillas jóvenes pubescentes, verdes, también con espinas. Hojas alternas, compuestas, con dos folíolos de 1-5 x 0,7-3,5 cm, oval-lanceolados, anchamente lanceolados o elipsoideos, agudos u obtusos, subsésiles, coriáceos, un poco pubescentes, verdes por ambas caras. Inflorescencia en cima irregular, terminal, con 5-12 flores, dispuestas sobre pedúnculos pubescentes, de longitud muy variable en la misma cima. Cáliz con 5 sépalos oval-oblongos, pubescentes, verdoso-blanquecinos. Corola con 5 pétalos casi el doble de largos que los sépalos, linear-lanceolados, obtusos, glabros, verdoso-blanquecinos. Estambres 10-15, insertados sobre un disco central carnoso de color verde oscuro en cuyo centro se halla el pistilo. El fruto es una especie de drupa de 1-2,5 cm de larga, un poco carnosa oval-oblonga, de superficie sedoso-pubescente y verdoso-blanquecina; en su interior contiene una sola semilla. Florece de marzo a mayo y fructifica de julio a octubre.

## Distribución y hábitat
Está distribuido por África tropical y extremo occidental de Asia, llegando al Mediterráneo a través de Egipto. En África en el Sahara central y occidental. Se encuentra en diversos hábitats: llanuras, depresiones, en montañas sobre los fondos de valles, en terrenos desérticos.

## Ecología
En Senegal, son polinizadas por abejas halíctidos, incluyendo Halictus gibber, y por moscas, incluyendo Rhinia apicalis y Chrysomia chloropiza. La hormiga carpintera Camponotus sericeus se alimenta del néctar de las flores que desprende. La larva de la polilla de la col Bunaea alcinoe provoca la defoliación del árbol.

## Alimentación

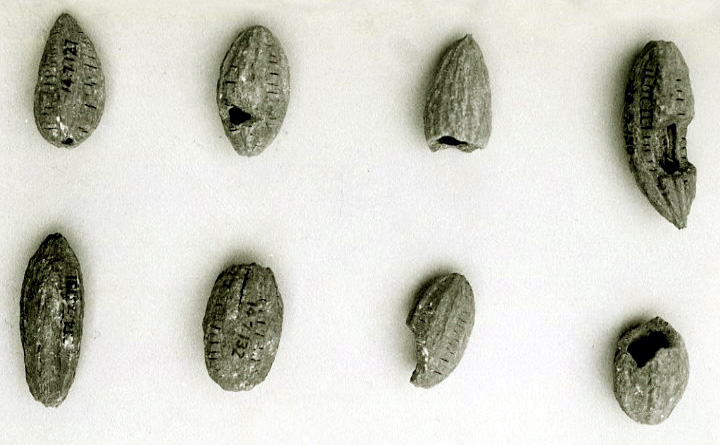
Dátiles de Balanites aegyptiaca encontrados en Saqqara. Mastaba de Perneb, Dinastía V de Egipto. MET.

Balanites aegyptiaca ha sido cultivada en Egipto desde hace más de 4000 años, y las depositadas en las tumbas como ofrendas votivas se han encontrado ya en la dinastía V. 
El fruto amarillo, es comestible, pero amargo. Muchas partes de la planta se utilizan como alimentos de hambruna en África, las hojas se comen crudas o cocidas, la semilla oleosa se hierve para que sea menos amarga y se come mezclado con sorgo, y las flores se pueden comer. El árbol se considera valiosa en las regiones áridas, ya que produce frutos, incluso en los tiempos secos. La fruta puede ser fermentada para bebidas alcohólicas.
La torta de las semillas que queda después de la extracción del aceite se utiliza comúnmente como forraje para los animales en África. Las semillas de Balanites aegyptiaca tiene efecto molusquicida sobre Biomphalaria pfeifferi.
Cuando la especie coexiste con los elefantes africanos la consumen.

## Usos medicinales
Balanites aegyptiaca es mezclado con avena y comido por las madres lactantes, y el aceite se consume para el dolor de cabeza y para mejorar la lactancia.
Extractos de corteza y la fruta repelen o destruyen los caracoles de agua dulce y los copépodos, organismos que actúan como hospedadores intermediarios sede de los parásitos de Schistosoma, incluida la esquistosomiasis, y el gusano de Guinea, respectivamente. Las infecciones existentes son igualmente tratados con Balanites aegyptiaca, así como los trastornos del hígado y el bazo. Una decocción de la corteza se utiliza también como abortiva y un antídoto para el veneno de flecha en el oeste por la medicina tradicional africana.
La semilla contiene 30-48% fija (no volátil) de aceite, como las hojas, pulpa de frutas, cortezas y raíces, y contiene sapogeninas, diosgenina y yamogenina. Las saponinas también se producen en las raíces, corteza y fruta. La diosgenina puede ser utilizado para producir hormonas tales como los de anticonceptivos orales combinados y corticoides.

## Agroforestal
El árbol se gestiona a través de la agroforestal. Se planta a lo largo de los canales de riego y se utiliza para atraer a los insectos para la captura. La madera es pálido amarillo a marrón y se usa para hacer muebles y artículos duraderos, tales como herramientas, y tiene una baja emisión de humo de leña y buen carbón . Los árboles más pequeños y las ramas se utilizan como cercas vivas o de corte, ya que son resistentes y espinosos. El árbol fija el nitrógeno. Se cultiva por su fruto en plantaciones en varias áreas. La corteza por su rendimientos de fibras , las gomas naturales de las ramas se utilizan como pegamento , y las semillas se han utilizado para hacer joyería y perlas.

## Taxonomía
Balanites aegyptiaca fue descrita por (L.) Delile y publicado en Description de l'Égypte, . . . Histoire Naturelle, Tom. Second 221, t. 28, f. 1. 1813.
El árbol fue descubierto y descrito en 1592 por Prosper Alpinus bajo el nombre de 'agihalid'. Linneo lo consideraba una especie de Ximenia, pero Adanson propuso el nuevo género de Agialid. El género Balanites fue creado en 1813 por Delile.
Sinonimia
| - Ximenia aegyptiaca L. (1753) - Agialid aegyptiaca (L.) Adans. (1763) - Myrobalanus chebulus Vesling non M. chebula (Retz.) Gaertn. - Balanites fischeri Mildbr. & Schltr. (1913) - Balanites suckertii Chiov. (1935) - Balanites zizyphoides Mildbr. & Schltr. (1913) - Agialida arabica Tiegh. (1906) - Balanites arabica (Tiegh.) Blatt. (1919) - Agialida latifolia Tiegh. (1906) - Balanites latifolia (Tiegh.) Chiov. (1932) | - Agialid membranacea Tiegh. (1906) - Agialid abyssinica Tiegh. (1906) - Agialida cuneifolia Tiegh. (1906) - Agialida nigra Tiegh. (1906) - Agialida schimperi Tiegh. (1906) - Agialida barteri Tiegh. (1906) - Agialida chevalieri Tiegh. (1906) - Agialida glomerata Tiegh. (1906) - Agialida tombouctensis Tiegh. (1906) - Agialida palestinaca Tiegh. (1906) - Agialida abyssinica Tiegh. (1906) |